# Зграда штампарије Карамата у Земуну
Зграда штампарије Карамата се налази се у Земуну у улици Главна бр. 7. Представља непокретно културно добро као споменик културе.

## Изглед зграде
Зграда је подигнута за пословно-стамбене намене и налази се на углу двеју улица Штросмајерове и Главне. У приземљу се налазио пословни простор а на спрату стамбени. Подигнута на прелазу 18. и 19. века, једна је од најстаријих сачуваних кућа главне трговачке улице Земуна. Обликована је у духу барока са елементима класицизма. Просторна композиција угаоне зграде одликује се једноставношћу у којој се источе карактеристичан стрми кров. Зидана је опеком у блату. Конструкције су јој делимично сводне, а делом архитравне. Поред архитектонских одлика који је стављају у ред најзначајнијих примерака грађанске архитектуре. Зграда има и амбијенталне вредности као угаони објекат који фиксира део регулације уличне мреже из 18. века. 
Кућа је припадала чувеној породици Стефановић-Виловски. У њој је крајем 19. века била смештена штампарија Јове Карамате у којој су се штампала значајна књижевна дела националне културе. Једно време био је ту хотел „Европа“. После тога зграда је мењала намену, сада се у њој налази банка, у приземљу су шалтери а на спрату и мансарди канцеларије. У локалу са десне стране централног улаза налази се књижара.

## Галерија
- Зграда штампарије Јове Карамата
- Зграда штампарије Ј. Карамата изглед из Главне улице
- Зграда штампарије Ј. Карамата изглед из Штросмајерове улице
- Дворишни изглед Зграда штампарије Ј. Карамата